# مديرية الشغادرة

تعديل مصدري - تعديل

مديرية الشغادرة إحدى مديريات محافظة حجة في اليمن. بلغ عدد سكانها 48746 نسمة عام 2004. تضم عشرة عزل.

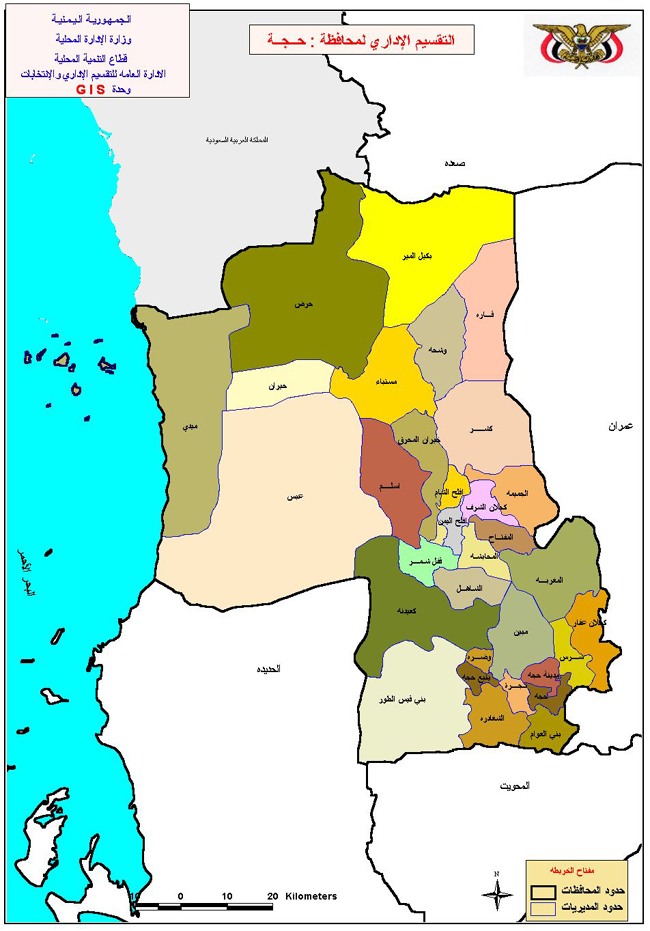
موقع مديرية الشغادرة في محافظة حجة